# Eriklitekke, Turhal
Eriklitekke là một xã thuộc huyện Turhal, tỉnh Tokat, Thổ Nhĩ Kỳ. Dân số thời điểm năm 2011 là 86 người.